# Drn (budova)
Drn je polyfunkční rohová budova čp.135/II na nároží Národní třídy a Mikulandské ulice na Novém Městě v Praze 1, která slouží jako kanceláře, restaurace, obchody a galerie. Byla postavena mezi lety 2012 až 2017 a získala titul Stavba roku 2019. Zahrnuje čtyři podzemní a osm nadzemních podlaží, je napojena na barokní Schönkirchovský palác. Má skleněnou fasádu s kovovými ozdobnými prvky a ochozy, na kterých roste zeleň a na jaře barevné tulipány. Právě díky netypickému umístění zeleně na střechu budovy, ale i na její fasádu, získala svůj název. Smyslem návrhu byla snaha oživit a ozelenit Národní třídu. Architektem je Stanislav Fiala, který v roce 2019 získal cenu Architekt roku. Investorem byla akciová společnost Sebre. Od roku 2019 vlastní budovu německý fond KGAL.

## Historie

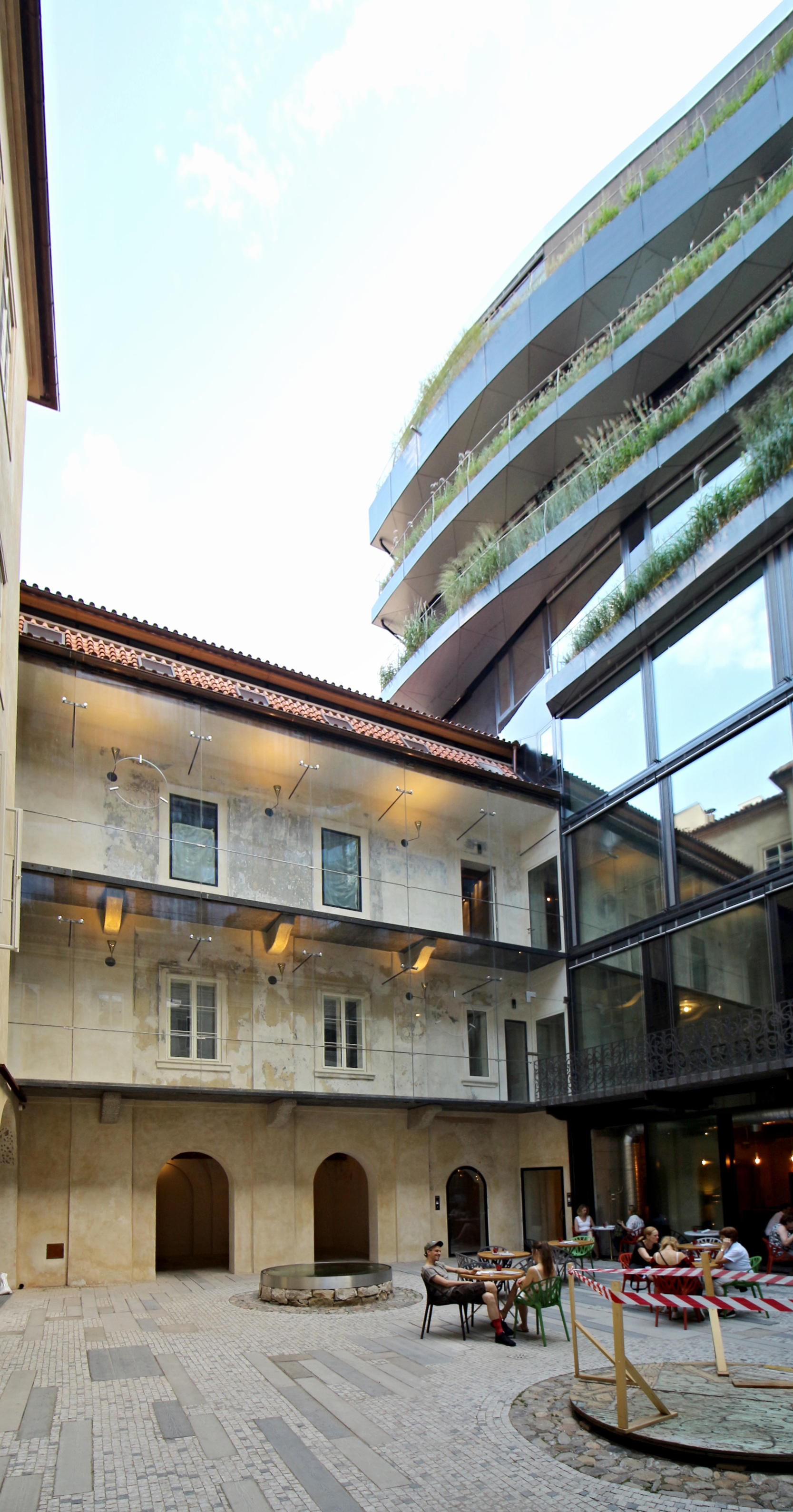
Společný dvůr budov Drn a Schönkirchovského domu

V roce 1966 byly v místě dnešního Drnu zbořeny dva historické domy. Byl to klasicistní činžovní dům čp. 136/II U Hartmanských od stavitele Johanna Heinricha Frenzela z roku 1837, nazývaný podle majitele Filipa Hartmanna hraběte z Klarštejnu, a barokní dům čp. 137/II s pěkným portálem, od roku 1790 hraběte Františka Ferdinanda Kinského.. Dosahovaly k historické uliční čáře Ferdinandovy třídy, asi o 6–7 metrů severněji oproti sousednímu prvorepublikovému paláci Dunaj, lícovaly tedy s historickým Wallisovým palácem, který byl kvůli paláci Dunaj zbořen. 
Poté zde zůstala proluka, která později sloužila jako parkoviště. Na zdi sousedního domu za prolukou provedl italský streetartový výtvarník senegalského původu s přezdívkou Blu v roce 2008 v rámci festivalu Names Festival nástěnnou malbu Gaza Strip (Pásmo Gazy), na které řada bagrů a tanků projíždí po Möbiově pásce. Stejná malba následujícího roku vyšla pravděpodobně v Londýně jako grafický tisk. V roce 2012 byla malba přemalována, novou malbu provedli Jan Kaláb (Point), Pasta Oner, Michal Škapa (Tron) a Ondřej Vyhnánek (X-DOG).
V roce 2005 město Praha prodalo parcelu soukromému subjektu za cenu 184 milionů korun. Investor navíc přikoupil sousední barokní palácový objekt čp. 135/II, orientovaný do Mikulandské ulice č.7, nazývaný podle majitele Jana Albrechta Schönkircha, svobodného pána ze Schönkirchu Schönkirchovský dům, přestavěný v letech 1726–1734. Na podzim roku 2006 začal investor s památkovými orgány konzultovat studie novostavby. Projekt z roku 2007 měl být původně pojmenován Palác Národní a mělo se jednat o hotel. Během výkopových prací a archeologického průzkumu byl původní záměr projektu jako hotelového komplexu pozastaven. Společnost Sebre, která v roce 2012 parcelu na Národní třídě i s přilehlým Schönkirchovským palácem odkoupila od společnosti DITRICH, oslovila architekta Stanislava Fialu k vypracování projektu, který téhož roku vznikl.
Výstavba probíhala mezi roky 2012 až 2017. Dne 21. září 2017 byla budova zkolaudována. Budova je určena k pronájmům, pro kanceláře, galerie, restaurace i kavárnu. Stála 1,5 miliardy korun.
V roce 2019 budovu odkoupil od české společnosti Sebre německý fond KGAL. Cena nebyla zveřejněna, odhadem budova vyšla na 2,5 miliardy korun. Podle časopisu Forbes jsou v budově Drn nejluxusnější kanceláře v Praze, zejména z pohledu ceny.
V roce 2022 zde byl zřízen sběr věcí pro pomoc ukrajině před ruskou invazí.

## Popis
Drn je rohový dům ohraničený z jedné strany ulicí Národní a z druhé ulicí Mikulandskou. Sousedí se zničeným barokním Schönkirchovským palácem a palácem Dunaj. Obě tyto historicky významné stavby novostavba přirozeně propojuje. Projektovou výzvou architekta Fialy tak kromě rozdílných stavebních slohů byl také výškový rozdíl okolních budov. Nová architektura novostavby expanduje nad původní dvorní křídla a naopak část barokního objektu prostupuje do novostavby.

### Fasáda
Zapečená nerez se objevuje také na fasádě domu ve formě kovových prutů symbolizující barokní zdobnost. Koresponduje tak s okolními zdobenými domy, které jsou na fasádách, mřížích, i balkónech zdobené. Mříž běží od římsy Paláce Dunaj po oblouku dolů přes roh a navazuje na římsu Schönkirchovského paláce, která je velmi nízká. Kopírováním mansardové barokní střechy přimkne, takže vytvoří pokračování mansardy, které pak se postupně rozplyne. Tímto způsobem vyřešil Fiala výškový i slohový rozdíl přilehlých budov.

### Exteriér
Exteriér sedmipatrového paláce Drn tvoří skleněná fasáda, před kterou jsou dřevěné ochozy, na kterých roste zeleň. Na terasách jsou vysázené červené, modré a bílé tulipány, které na jaře rozkvétají a vytváří tak českou vlajku - symbol odkazující na historii místa a události odehrávající se během sametové revoluce. Stavba má zelenou střechu, byly zde vysázeny stromy. Uvnitř Drnu se objevuje pasáž, jak z Národní, tak z Mikulandské ulice, která ústí do komorního nádvoří za sousedním barokním Schönkirchovským palácem. Uvnitř nádvoří dominuje Fialou navržená skulptura kovového stromu vyrobená pasířem Josefem Ryšlavým ze zapečené nerezi (svou formou připomínající měď evokuje podobu historických mříží). Strom je osázen zelení.

### Interiér
V interiéru jsou zakomponovány materiály (parkety, cihly, tašky či trámy) ze sousedního Schönkirchovského paláce, které bylo nutno odstranit při jeho rekonstrukci. Tyto stopy minulosti jsou postaveny do kontrastu s moderními materiály, jako je pohledový beton, který je společně se dřevem a kovem materiálem typickým pro Fialovu tvorbu.
Mezi Drnem a Schönkirchovským palácem byl po výstavbě Drnu vytvořen nový veřejný prostor společný pro obě stavby.